# Agriotypus lui
Agriotypus lui är en stekelart som beskrevs av Chao 1986. Agriotypus lui ingår i släktet Agriotypus och familjen brokparasitsteklar. Inga underarter finns listade i Catalogue of Life.